# Triumfetta pentandra
Triumfetta pentandra là một loài thực vật có hoa trong họ Cẩm quỳ. Loài này được A.Rich. miêu tả khoa học đầu tiên năm 1831.